# وحدة المؤثرات

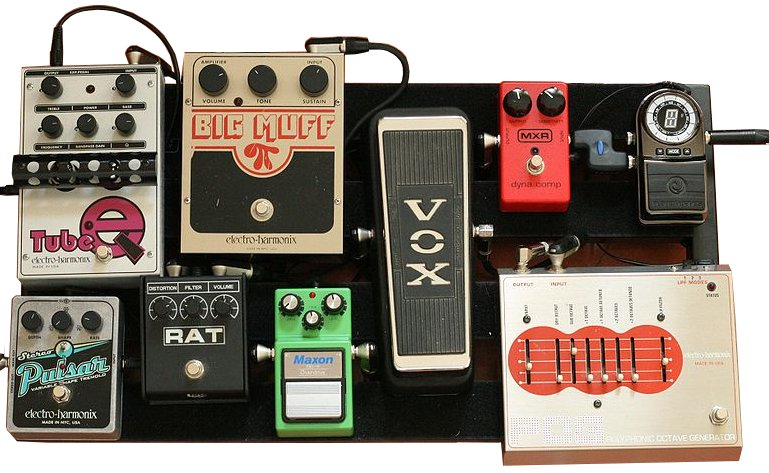
وحدة مؤثرات صوتية

وحدة المؤثرات في مجال هندسة الصوت هي وحدة إلكترونية قادرة على تغيير صوت الآلات الموسيقية أو المصادر الصوتية الأخرى عبر معالجة الإشارة الصوتية.
من المؤثرات الصوتية الشائعة كل من التشوه أو استخدام الضواغط الصوتية أو المرشحات أو المضمّنات لتعديل الصوت أو المسببات للصدى، وغير ذلك.